# Asplenium lobatum
Asplenium lobatum är en svartbräkenväxtart som beskrevs av Karl Wilhelm Ludwig Pappe och Raws.
Asplenium lobatum ingår i släktet Asplenium och familjen Aspleniaceae. Utöver nominatformen finns också underarten Asplenium lobatum pseudoabyssinicum.